# Miguel Benlloch Marín
Miguel Benlloch Marín (Loja, Granada, 1954 - Sevilla, 12 de setembre de 2018) fou un artista i militant polític espanyol.
Fou militant del Moviment Comunista, i de Juventudes Revolucionarias Andaluzas. També fundà el Frente de Liberación Homosexual de Andalucía, i participà en la campanya en contra de la permanència d'Espanya a l'OTAN del 1986.
Formà part de la contracultura de Granada, el 1983 crea la sala Planta Baja, on es feia art experimental. Entre 1986 i 1998 dugué a terme Cutre Chou, paròdies d'estil cabaretesc sobre l'actualitat que se representaven a la caseta del MCA a les festes del corpus.
El novembre del 2021 es feu una exposició a l'IVAM al voltant de la seua vessant com a artista de performances.